# ジョセフ・ウィーラー
ジョセフ・ウィーラー（英:Joseph Wheeler、1836年9月10日-1906年1月25日）は、アメリカ合衆国の職業軍人、政治家である。2つの敵対した軍隊で戦時中に将軍として務めた稀な経歴の持ち主である。まず1860年代の南北戦争では南軍の将軍だった。後に世紀の変わり目近く、米西戦争と米比戦争ではアメリカ陸軍の将軍を務めた。
南北戦争と米西戦争の間の期間、アラバマ州からアメリカ合衆国下院議員を何期も務めた。

## 初期の経歴
ジョセフ・ウィーラーは先祖がニューイングランドの者だったが、ジョージア州オーガスタで生まれ、成人になるまでの大半はコネチカット州の親戚の所で過ごした。しかし、ジョージア州からウェストポイントの陸軍士官学校に指名されたので、自分のことを通常はジョージア人、南部人と見ていた。

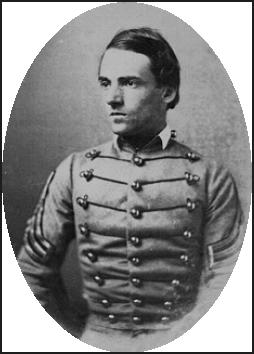
ウェストポイント時代のウィーラー

ウィーラーは1854年7月にウェストポイントに入学したが、当時の入学基準である身長にやっと達するくらいだった。1859年7月1日に同期の士官候補生22人中19位で卒業し、第1アメリカ竜騎兵隊の名誉少尉に任官された。その後ペンシルベニア州カーライルにあったアメリカ陸軍騎兵学校に入り、そこの課程を終えると、1860年6月26日にニューメキシコ準州に駐屯していた騎馬ライフルズ銃隊に転属になった。
ウィーラーが「戦うジョー」という渾名を貰ったのはニューメキシコに駐屯してインディアンとの小戦闘で戦ったときのことだった。1860年9月1日、少尉に昇進した。

## 南北戦争での従軍
南北戦争が始まった時の1861年4月22日にウィーラーはアメリカ陸軍を除隊した。3月16日にジョージア州民兵砲兵隊に仕える中尉としてアメリカ連合国軍に入隊し、その後フロリダ州ペンサコーラ沖のバランカス砦勤務となった。さらにアラバマ州ハンツビルに行って新設された第19アラバマ歩兵連隊の指揮を任され、9月4日に大佐に昇進した。
ウィーラーと第19アラバマ歩兵連隊は1862年4月のシャイローの戦いで、ブラクストン・ブラッグ将軍の下で良く戦った。その後騎兵隊に転属になり、9月から10月はミシシッピ軍右翼の第2騎兵旅団を指揮した。10月のペリービルの戦いに参戦し、戦いの後で撤退する軍隊の後衛を立派に務めた。10月30日に准将に昇進し、11月から12月はテネシー軍第2軍団に属する騎兵隊を率いた。11月27日のテネシー州ラベルニュでの戦闘中に近くで爆発した砲弾で負傷した。
1862年が暮れる前に、テネシー軍の騎兵隊全部隊を指揮し（当初は臨時）、1863年1月20日に少将に昇進した。その2日後にテネシー軍の騎兵隊が公式に軍団編成となり、ウィーラーはこれを1月から11月24日までと12月から1864年11月15日まで率いた。1863年1月12日から13日のカンバーランド川での戦闘における功績で、ウィーラーとその騎兵は1863年5月1日にアメリカ連合国議会から感謝状を受けた。

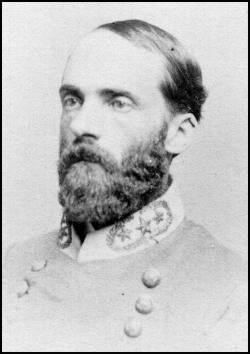
南北戦争中のウィーラー

1863年9月にはチカマウガの戦いに参戦し、壊走した北軍がチャタヌーガに集結した後で、ブラッグ将軍がウィーラー隊をテネシー州中部に派遣し、鉄道や北軍の補給基地を破壊する襲撃を行わせたので、第三次チャタヌーガの戦いのときは参戦できなかった。11月25日にミッショナリーリッジで北軍が南軍の戦線を突破した後で、ブラッグ軍のチャタヌーガからの退却を援護した。また11月4日から12月23日に掛けて行われて不成功に終わったジェイムズ・ロングストリート中将のノックスビル方面作戦も支援し、11月27日ジョージア州リングゴールド近くでの戦闘で足を負傷した。
ウィーラー隊は、北軍ウィリアム・シャーマン少将のアトランタ侵攻に対抗するものを含み、1864年の方面作戦に、この時はジョン・ベル・フッドが指揮するテネシー軍と共に参戦した。1864年遅く、ウィーラー隊はシャーマンの海への進軍から戦争の残り期間、南軍の実質的に唯一対抗できる部隊となった。ウィーラー（この時恐らくは中将、ただし議論の余地あり）とその部隊は1865年にウェイド・ハンプトン中将の騎兵隊に付けられ、3月19日から20日のベントンビルの戦いに参戦した。5月にジェファーソン・デイヴィスの南と西への逃亡を援護しているときに、アトランタの直ぐ東、コニア駅で捕まり、2ヶ月間収監された。ウィーラーはミシシッピ川に向かって、まだ西部で抵抗を続けているエドマンド・カービー・スミス将軍の軍に加わるつもりだった。捕まった時は部隊の3人の参謀士官と11人の兵卒と同行していた。6月8日にデラウェア砦での拘禁から釈放された。
南軍に従軍した間にウィーラーは3度負傷し、戦闘で36人の部下の士官を失い、乗っていた馬は16頭撃たれた。軍事歴史家のエズラ・J・ワーナーはウィーラーの戦闘で騎兵を率いた行動はネイサン・ベッドフォード・フォレストに次ぐものだと考えた。ウィーラーは、ロバート・E・リー将軍から南軍の騎兵隊指揮官として最も傑出した者の一人と言われた。

## アメリカ合衆国議会
南北戦争終了後、ウィーラーはアラバマ州コートランド近くで農園主かつ弁護士になり、そこで結婚し子供を育てた。その家ポンドスプリングはウィーラーと呼ばれる地域にあり、アラバマ州歴史委員会の史跡になっている。
1880年、ウィーラーは民主党員としてアラバマ州からアメリカ合衆国議会下院議員に選出された。対抗馬であるグリーンバック党現職のウィリアム・M・ローと選挙戦を争い、1年間以上続いた議論の多い法律闘争のあとで、ローが勝利を宣言し、1882年6月3日に議席に着いた。しかし、ローはわずか4ヵ月後に結核で死んだ。ウィーラーは特別選挙に勝って任期の残り数週間を務めた。
1882年にはルーク・プライアの選出を支援し再選に出馬しなかったが、1884年に再度選ばれ、1900年に辞任するまでに7期連続して再選された。議員を務める間に北部と南部の間の亀裂修復に努め、南部州を再建させるための経済政策を支持した。

## 米西戦争

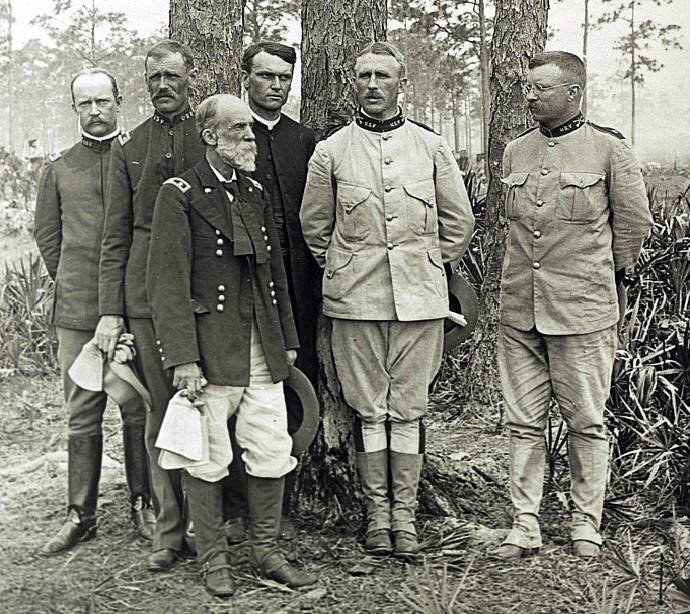
タンパの第1アメリカ志願兵連隊「ラフライダーズ」の参謀。ウィーラーは左から3人目、右端は後の大統領セオドア・ルーズベルト。米西戦争の時にキューバに向かう前に撮影。

1898年、ウィーラーは米西戦争への従軍を志願し、ウィリアム・マッキンリー大統領から志願兵の少将への指名を受けた。騎兵師団の指揮官となり、その部隊にはセオドア・ルーズベルトのラフライダーズが含まれており、ウィーラーは第5軍団の名目上の副司令官だった。キューバに渡り、この戦争では最初の大きな会戦である6月24日のラス・グアシマスの戦いで下馬した騎兵を指揮した。この戦いの佳境で、年取った将軍は戦争を混同して「さあ行こう若者よ！いまいましいヤンキーがまた逃げ回るぞ」と叫んだといわれている。作戦実行中に重い病気に罹り、師団指揮官をサミュエル・S・サムナーに渡した。
サンフアンヒルの戦いが始まった7月にはまだ指揮を執れなかったが、一度砲声を聞くと「戦争の子供」は病気にも拘らず前線に復帰した。年長の士官として前線に立つと、指揮官に復帰する前にジェイコブ・F・ケント指揮下の第1師団にまず命令を発した。敵の高地を奪取するとウィリアム・R・シャフター将軍にその陣地は考えられる反撃にも持ち堪えられると保証した。サンチャゴの包囲戦ではその師団を指揮し、休戦委員会の上級メンバーになった。
ウィーラーの一番下の息子がキューバからの帰還直後に死んだ。大洋で泳いでいる時の溺死だった。アメリカに戻ると、現在はニューヨーク州立公園となっているモントーク岬の陸軍療養キャンプで指揮を執った。

## 米比戦争
ウィーラーはフィリピンに渡り、1899年8月に到着して米比戦争に参加した。1900年1月までアーサー・マッカーサーの第2師団で第1旅団を指揮した。この期間、志願兵任務を解かれ、正規兵の准将に任官した。どちらも1900年6月16日付けだった。終戦後、1900年9月10日の退役までレイクス方面軍を指揮し、その後ニューヨークへ移動した。
フィリピンでの従軍中に、ウィーラーは暑さと疲れで苦情を言う歩兵に出会った。ウィーラーは直ぐに馬を下りて兵士のライフルと背嚢を取り、兵士に馬に乗れと言って、その行程の残りをその兵士と共に行軍したと言われている。

## その後の人生
ウィーラーは軍事史や戦略と共に民間の主題でも幾つかの著書を著した。最初のものは1863年の『騎兵戦術の改訂された手順、南軍騎兵と騎乗歩兵の用途に』であり、南軍によって使われたマニュアルだった。他には1883年の『フィッツ・ジョン・ポーター』、1898年の『サンチャゴ方面作戦』、1899年の『南軍の歴史：アラバマ州』、および1900年の『グァム島の報告』があった。人生の残りを通じて幾つかの共著者にもなり、その最後のものは死後の1907年に出版された『新しいアメリカと極東：これらの土地と人々の生き生きとした歴史的記述』だった。
ウィーラーは初期の映画1898年の『トーラル将軍の降伏』にもウィリアム・シャフター将軍と共に出演した。
1902年、ウェストポイントの陸軍士官学校100周年記念祭に出席したとき、ウィーラーは南軍の戦友であるジェイムズ・ロングストリートやE・ポーター・アレクサンダーがポーチに座っているウェストポイント・ホテルに近付いた。行事の時にウィーラーは直近の階級であるアメリカ陸軍将軍の制服を着ていた。ロングストリートは彼が近付くのを認めて、「ジョー、私は全能なる神が貴方より前に私を連れて行ってくれることを期待するよ。というのも私は地獄の門の内側でジュバル・アーリーが青い制服を着た貴方を罵るのを聞きたいからさ」と言ったとのことである。
ウィーラーは長患いの後でニューヨーク市ブルックリンで死に、アーリントン国立墓地では数少ない元南軍士官の一人として埋葬されている。

## 記念

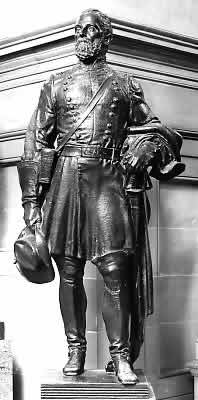
国立彫像ホール・コレクションのジョセフ・ウィーラーの青銅像

1925年アラバマ州はアメリカ合衆国議会議事堂の国立彫像ホール・コレクションにジョセフ・ウィーラーの青銅像を寄贈した。アラバマ州にはウィーラーの名前に因む幾つかの場所があり、ジョセフ・ウィーラー州立公園、ウィーラー湖およびダム、およびウィーラー国立鳥獣保護区がある。また、ジョージア州マリエッタのジョセフ・ウィーラー高校、および同州ウィーラー郡は彼の名前に因んで名付けられた。第二次世界大戦中、アメリカ海軍はリバティ船の一つにウィーラーと名付けた。ジョージア州オーガスタの西を貫く大通り、ウィーラー道路も同様である。さらに、アラバマ州北西部のジョー・ウィーラー・エレクトリック会社も同様である。ジョージア州メイコン近くのキャンプ・ウィーラー（両大戦で軍事基地として機能した）もウィーラーに因んで名付けられた。

## 大衆文化の中で
テレビ映画、『ラフライダーズ』でウィーラーはゲイリー・ビジーが演じた。ただし、ビジーはウィーラーよりもかなり背が高く、総顎鬚のかわりに口ひげだけだった。